# かためで!
『かためで!』は、shigeによる日本の4コマ漫画作品。『まんがタイムきららキャラット』（芳文社）にて9度のゲスト掲載の後、2010年12月号から2012年12月号にかけて連載された。

## あらすじ
さやか・みづき・まのは女子高生の仲良し3人組。毎日楽しい学校生活を送る彼女達だが、ただ1つ普通と違うのは、ここは帯刀が当たり前の世界だった。

## 登場人物
さやか
本作の主人公で高校1年生。長い黒髪におっとりした性格の美少女。少し間の抜けた天然ボケ気味の性格で勉強もスポーツもさほど得意ではない。しかし剣術だけは達人級の腕前であり、海を剣圧で割るなど天才的な技量を誇る。また彼女に斬られた物は断面が綺麗であるため、くっつけると元に戻る。ただし得意なのはあくまで実技だけで刀史のテストなどは得意ではない。五感も鋭く、人間には聞こえない帯域の超音波も聴き取ることができる。ちなみに、みづきやまのと知り合ったのは高校に入学してからである。
みづき
さやかの友人。まのとは幼馴染の関係。3人の中では一番の常識人で、さやかの天然ボケやまののボケにツッコむのが主な役回りである。男っぽい口調や真面目な態度に反して実は可愛いモノに目がない乙女チックな性格であり、他人にはバレないよう隠している。また意外と怖がりであり、怪談の類は苦手。太りやすい体質なのか、よく体重を気にしている。ちなみに3人の中では一番の巨乳。
まの
さやかの友人。みづきとは幼馴染の関係。小柄で幼児体型だが3人の中で最もエネルギッシュな性格で、突拍子もない言動や行動で主にみづきを振り回すトラブルメーカー（さやかは彼女の奇行にもさほど動揺しない）。数多くの部活に所属しており、こゆりと共に「刀愛好会」を主催してもいるが、ほぼ幽霊部員である。本人は動物好きだが、なぜか動物に嫌われやすく蚊ですらほとんど寄って来ない。「○○は風邪ひかない」の格言通り、生まれてから一度も風邪をひいたことがない。
こゆり
まのの友人。小柄で寡黙な美少女。まのと2人で「刀愛好会」を主催しているが、まのが活動に不真面目なため、ほぼ1人で切り盛りしている。愛好会を主催するだけあって日本刀に対する愛情は誰にも負けない。愛好会から部活動への昇格を狙っているため、会員集めに余念がない。体育のときはダボダボのジャージを愛用している。
まの号（仮）
さやか達のもとにフラリと現れた迷い犬。犬種はポメラニアンで、背中に風呂敷と犬用の小型携刀を差している。「まの号」はまのが勝手に付けた名前であり、本名は「チョビ」である。さやかとみづきには良く懐くものの、名付け親のまのには全く懐かないまま飼い主に引き取られていった。

## 用語
制刀
制服と同じく学校から支給される日本刀。小学校と中学校にはなく、支給されるのは高校からである。主に剣術実技の授業で使用するもので、廊下などでの抜刀は禁じられている。
携刀
携帯電話などのように、個人がプライベートで所有する日本刀。ファンシー調のものなどデザインの多様性は制刀の比ではない。なお、この世界の日本刀は基本的に工場にてベルトコンベアー方式で製造される。
水刀
軽量で水につけても錆びないため、主に水着に着替えたときに帯刀する日本刀。

## 書誌情報等

### 単行本
- shige 『かためで！』 芳文社〈まんがタイムKRコミックス〉、全2巻
  1. 2011年12月27日発売 2012年1月10日発行 ISBN 978-4-8322-4098-8
  2. 2012年11月27日発売 ISBN 978-4-8322-4229-6